# Tony Palmer (ciclista)
Tony Palmer (nascut el gener de 15, 1966) és un antic ciclista nord-americà. Va competir en la contrarellotge per equips als Jocs Olímpics d'estiu de 1988.